# 雅容杜鹃
雅容杜鹃（学名：Rhododendron charitopes）为杜鹃花科杜鹃花属下的一个种。

## 扩展阅读
- 維基物種上的相關：雅容杜鹃